# Will Joseph
William Joseph, mais conhecido como Will Joseph, é um engenheiro britânico de Fórmula 1 que atualmente ocupa o cargo de diretor de engenharia de corrida da equipe de Fórmula 1 da McLaren e, também, é o engenheiro de corrida de Lando Norris.

## Carreira
Joseph se formou na Universidade de Cambridge com um mestrado em engenharia aerotérmica e aeroespacial. Ele iniciou sua carreira na McLaren em 2006 como engenheiro de suspensão traseira, onde projetou componentes-chave, incluindo triângulos de carbono, dutos de freio e unidades de amortecedor. Em 2010, Joseph atuou como engenheiro de construção, garantindo a comunicação eficiente entre a fábrica e a equipe de pista, e em 2011, especializou-se em testes de simulador.
Em 2012, Joseph mudou-se para a engenharia de desempenho na pista, trabalhando inicialmente com Lewis Hamilton, passando a trabalhar posteriormente com Sergio Pérez, Kevin Magnussen e Fernando Alonso. Em outubro de 2017, ele se tornou o engenheiro-chefe de corrida de Alonso e, mais tarde, de Lando Norris.
Em 2024, além de sua função como engenheiro de corrida de Norris, ele foi promovido ao cargo de diretor de engenharia de corrida, supervisionando todos os aspectos das operações de corrida.